# 川原正一
川原 正一（かわはら しょういち、1959年3月14日 -）は、鹿児島県出身で兵庫県競馬組合（兵庫県騎手会）所属の騎手。2005年6月までは笠松の原隆男、田口輝彦の各厩舎に所属していた。
勝負服は胴青・白菱山形一本輪、袖赤。好きな戦法は差し。
地方通算成績は27537戦5009勝・2着3803回・3着3089回・勝率18.2%・連対率32.0%（2016年5月5日現在）。

## 人物
1976年4月28日の第1競走クイントルマリン騎乗でデビューし、その日の第5競走（通算4戦目）で騎乗したカツスタツクで初勝利を挙げる。
中央競馬の地方競馬交流競走の増加に伴い、笠松在籍当時から中央競馬での騎乗機会が増加。1997年5月31日の中京競馬第4競走でのエキストラ騎乗となったロングエリカ（JRAの瀬戸口勉厩舎管理馬）で中央競馬初勝利を挙げている。
1997年にはワールドスーパージョッキーズシリーズで総合優勝。1996年にはそれまで18年間リーディングだった安藤勝己から初のリーディングを奪取、1997年と1999年から2004年まで笠松リーディングの偉業を成し遂げた。2005年は6月24日の時点で東川公則に次ぐ2位。
2005年6月24日、最終レースの終了後に兵庫県の曾和直榮厩舎に移籍すると発表、同月27日付で移籍した。笠松所属としての最後の騎乗は苦楽を共にしたミツアキサイレンス（6月26日・福島テレビオープン）だった。笠松所属時の成績は16951戦2856勝。トップジョッキーの移籍により、笠松競馬の経営状態が相当悪化していることが改めて認識された。本人も移籍に際して「家庭の事情」を移籍の理由に挙げている。
兵庫県競馬組合の当時の内規により、他競馬場から移籍した騎手は、いったん騎手免許を返上し1年間（廃止競馬場からは6か月間）厩務に従事することが定められていたが、所属する曾和厩舎の尽力で騎手免許を保持したまま約4か月厩務に従事後、約半年後の2月7日に再デビューを果たした。6月27日までは1日に騎乗できる回数を4鞍に限定されていたものの、2月9日に行われるゴールデンジョッキーカップに合わせての復帰だったこと、2004年にJRAに移籍した厩舎所属だった小牧太に続いて2006年3月からJRAに移籍した岩田康誠に代わる優秀な所属騎手を確保するためだったこともある。
2013年は267勝をあげて地方競馬全国リーディングジョッキーとなり、NARグランプリ2013「最優秀勝利回数騎手賞」を受賞した。
2016年4月26日第2回園田競馬4日目第2競走C3二組条件戦をオープンハートで優勝（10頭立て2番人気）し、27,500戦目で地方競馬通算5,000勝を達成した。
兵庫移籍後には「ここに骨を埋めるつもりで来た」と発言するなど、JRA移籍は断念した。なおJRAにおいては2019年（令和元年）5月1日現在で73勝を記録しているが重賞は未勝利である（準オープン（現：3勝クラス）では10勝している）。
曾和の勇退により、2010年9月24日付で重畠勝利厩舎に所属変更となったが、2013年12月に重畠の死去により住吉朝男厩舎所属となり、さらに2022年7月に住吉の死去により、同月20日付で特定の厩舎に所属しない兵庫県騎手会所属騎手（事実上のフリー、同騎手会2人目）となった。
2023年8月10日、第11回園田競馬2日目のメインレース（第11競走）で行われた新設2歳重賞・兵庫ジュベナイルカップをマミエミモモタローで制し、64歳4ヶ月27日での重賞最年長勝利記録を達成（重賞制覇は2020年5月14日、のじぎく賞以来3年3ヶ月ぶり）。大井競馬の的場文男が2018年の東京記念で記録した62歳12日を2年4ヶ月更新した。同月31日には同じくマミエミモモタローで兵庫若駒賞を制し上記の自身が持つ記録を地方競馬重賞最年長勝利記録を、64歳5カ月17日に塗り替えた。10月12日のにはマミエミモモタローで第1回ネクストスター園田を制覇し自身が持つ地方競馬重賞最年長勝利記録を64歳6カ月28日に更新した。

## 主な騎乗馬

### 笠松競馬所属時
- マルゼンスター（1985年サマーカップ、1986年サマーカップ、東海ゴールドカップ）
- ワイズルーラ（1987年スプリングカップ（名古屋）、東海ダービー、岐阜王冠賞、岐阜金賞）
- エスエムグレート（1990年東海ダービー、岐阜金賞）
- トミケンクイン（1998年TCK女王盃（大井））
- フジノモンスター（1998年ゴールドジュニア、新緑賞、岐阜金賞、サラブレッドチャレンジカップ（金沢））
- ミツアキサイレンス（2000年ゴールドジュニア、新緑賞、岐阜金賞、兵庫チャンピオンシップ（園田）、2001年東海ゴールドカップ、名古屋グランプリ、佐賀記念（佐賀）、2002年佐賀記念（佐賀）、2004年オータムカップ）
- エイシンオニオンタ（2003年マーチカップ、オータムカップ）

など

### 兵庫県競馬移籍後
- ロードバクシン（2006年兵庫大賞典）
- ジョイーレ（2006年摂津盃、姫山菊花賞、2007年楠賞）
- エンタノメガミ（2007年兵庫クイーンセレクション、のじぎく賞）
- コロニアルペガサス（2010年兵庫クイーンセレクション、若草賞（福山））※笠松所属馬
- エーシンエフダンズ（2012年白銀争覇、いろは丸賞、東海桜花賞）
- ニシノイーグル（2012年園田金盃・新春賞、2014年新春賞）
- トーコーニーケ（2014年兵庫クイーンセレクション、のじぎく賞、園田金盃、若草賞（名古屋）、東海クイーンカップ（名古屋））
- ケイティブレイブ（2016年兵庫チャンピオンシップ）※JRA所属馬
- ローズジュレップ（2016年兵庫ジュニアグランプリ）※ホッカイドウ競馬所属馬
- ブレイヴコール（2017年兵庫ダービー）
- トウケイタイガー（2017年園田ウインターカップ、園田チャレンジカップ、2018年東海桜花賞（名古屋）、かきつばた記念（名古屋））
- マミエミモモタロー（2023年兵庫ジュベナイルカップ、兵庫若駒賞、ネクストスター園田）[11]

など